# Melapia electaria
Melapia electaria là một loài bướm đêm trong họ Noctuidae.